# Boeing YB-40 Flying Fortress
Boeing YB-40 Flying Fortress byl modifikací druhoválečného bombardéru Boeing B-17 Flying Fortress. Byl vyvinut jako těžce vyzbrojený eskortní letoun, doprovázející svazy amerických těžkých bombardérů při náletech v Evropě. Americké armádní letectvo se pokusilo o toto řešení ochrany bombardovacích svazů v době, kdy ještě nebyly k dispozici výkonné dálkové stíhací stroje, jako P-51 Mustang, které by byly schopné bombardéry doprovázet do nitra Německa a zpět.

## Vývoj
Práce na projektu začaly v září 1942 s výrobou prvního prototypu, označeného XB-40, který upravila firma Lockheed-Vega (pobočka firmy Lockheed) ze sériového B-17F. V lednu 1943 bylo objednáno dalších 12 kusů první série, označených YB-40. Protože Vega byla plně vytížena výrobou zakázek s vyšší prioritou, prováděla úpravy dalších strojů firma Douglas ve své továrně v Tulse ve státě Oklahoma. První z nich byl hotov v březnu 1943.
Oproti standardnímu B-17 měl YB-40 především výrazně silnější výzbroj. Měl instalovánu druhou hřbetní střeleckou věž (byla mezi přední věží a bočními střelci), každý z bočních střelců měl místo jednoho kulometu Browning ráže 12,7 mm k dispozici kulometné dvojče stejné ráže. Střeliště na pravoboku bylo navíc posunuto dopředu, aby oba boční střelci měli v trupu dost místa. Vybavení bombometčíka bylo odstraněno a pod příď letadla byla instalována malá střelecká věž Bendix s dvojicí kulometů ráže 12,7 mm. V Británii byly dokonce opět nainstalovány v modifikaci YB-40 chybějící kulomety, umístěné po stranách přídě letounu před pilotní kabinou. YB-40 jich operačně nesl až 16 kusů (během zkoušek byly některé vybaveny údajně až 30 kusy). Vzhledem k tomu, že stroj nesl také výrazně více střeliva, byla pumovnice upravena na muniční sklad. Dodatečně bylo také zesíleno pancéřování, což vedlo k výraznému růstu hmotnosti. Proto zatímco B-17F potřeboval k vystoupání do výšky 20 tisíc stop 25 minut, YB-40 to trvalo dokonce 45 minut. Kromě sériových YB-40 byly postaveny ještě 4 kusy cvičné verze TB-40.

## Služba

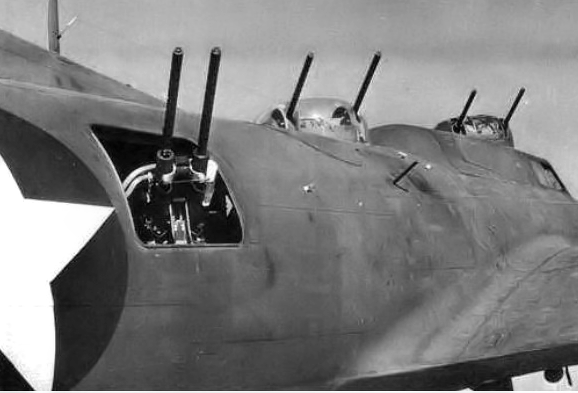
Výzbroj stroje YB-40

Hlavním posláním YB-40 byl doprovod bombardovacích svazů na dálkových misích. Koncepce letounu ale v tomto selhala. Přetížený letoun především nebyl schopen držet formaci se standardními B-17, obzvláště poté, co odhodily své pumy. Po odhození pum jim proto běžné B-17 obvykle ulétly. Chránit proto mohl nejlépe sebe sama. Jeden z celkem 13 vyrobených kusů byl ztracen při nouzovém přistání na ostrově Lewis už během přeletu do Anglie. Ostatní byly zařazeny do stavu 92. bombardovací skupiny a její 327. perutě.
Od 29. května do 16. srpna 1943 se YB-40 účastnily 14 z celkem 19 operací, které americká 8. letecká armáda uskutečnila. Během těchto akcí proběhlo 48 bojových letů, při kterých bylo sestřeleno 5 německých letounů jistě a 2 pravděpodobně. Jeden YB-40 byl 22. června 1943 sestřelen protiletadlovým dělostřelectvem. Na posledních pěti misích byla změněna taktika a dva YB-40 letěly v čele svazu, aby chránily vedoucí stroj.
V době zkušebního nasazení první série byla letectvem objednána druhá série 11 kusů. Ty byly na základě zkušeností z bojového nasazení o něco odlehčeny. První stroj z druhé série byl 327. bombardovací peruti dodán v říjnu 1943. V té době se k jednotkám dostávala podstatně vylepšená modifikace B-17G a proto byly všechny bojově nasazené YB-40 převeleny zpět do USA, kde dosloužily při výcviku, stejně jako všech 11 kusů druhé série.
YB-40 byl slepou uličkou ve vývoji typu a při operačním použití se neosvědčil, ale posloužil alespoň k vyzkoušení některých úprav, které byly následně použity u úspěšné (např. věž v nose letounu a asymetrické uspořádání bočních střelišť), výrazně modifikované verze B-17G.

## Specifikace

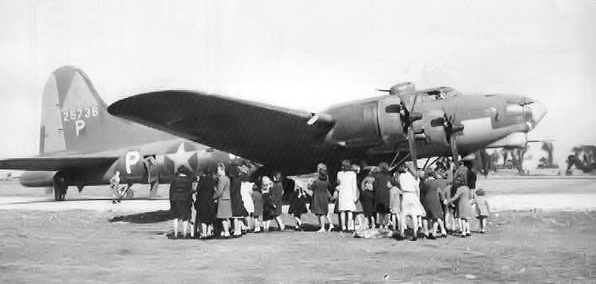
Boeing YB-40 Flying Fortress, 42-5736 ("Tampa Tornado") vystavený v RAF Kimbolton v Anglii, 2. října 1943, když byl ukázán účastníkům párty pro místní děti.

### Technické údaje
- Osádka: 10
- Rozpětí: 31,6 m
- Délka: 22,7 m
- Výška: 5,8 m
- Nosná plocha: 141,9 m²
- Hmotnost prázdného letounu: 24 900 kg
- Vzletová hmotnost: 32 720 kg
- Pohonná jednotka: 4 × vzduchem chlazený, přeplňovaný, hvězdicový devítiválec Wright R-1820-65 Cyclone 9
  - Výkon pohonné jednotky: 1200 hp (895 kW)

### Výkony
- Maximální rychlost: 470 km/h
- Cestovní rychlost: 315 km/h
- Dostup: 8900 m
- Dolet: 3640 km

### Výzbroj
- 14–16 × kulomet M2 Browning ráže 12,7 mm

- Rozdělení munice:
  - Příďová věž: 2 200
  - Přední hřbetní věž: 2 500
  - Zadní hřbetní věž: 3 300
  - Spodní „kulová“ věž: 300
  - Boční střeliště: 1 200
  - Ocasní střeliště: 1 200
    - Celkem 10 700